# Râul Racovița, Olt (Sibiu)
Râul Racovița sau Râul Valea este un afluent al râului Olt. 

## Galerie imagini, Râul Racovița

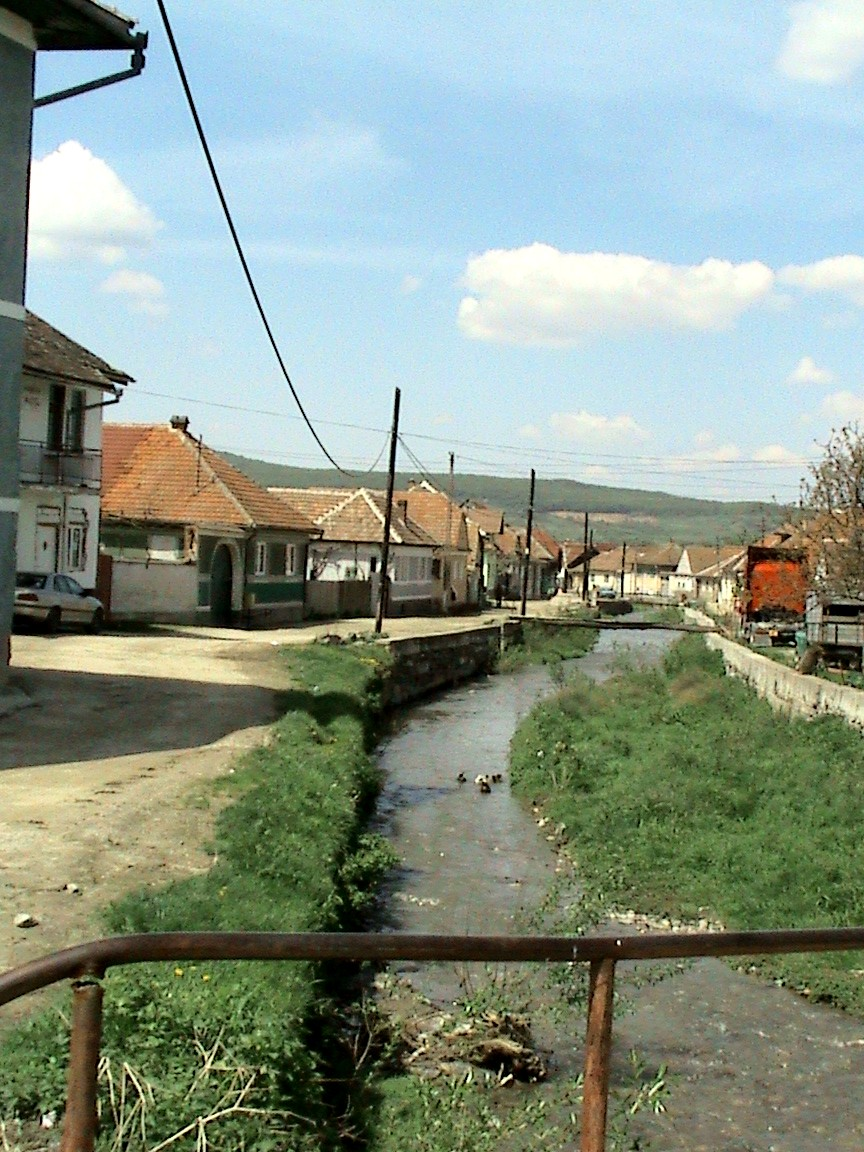
Pe Vale'n Jos
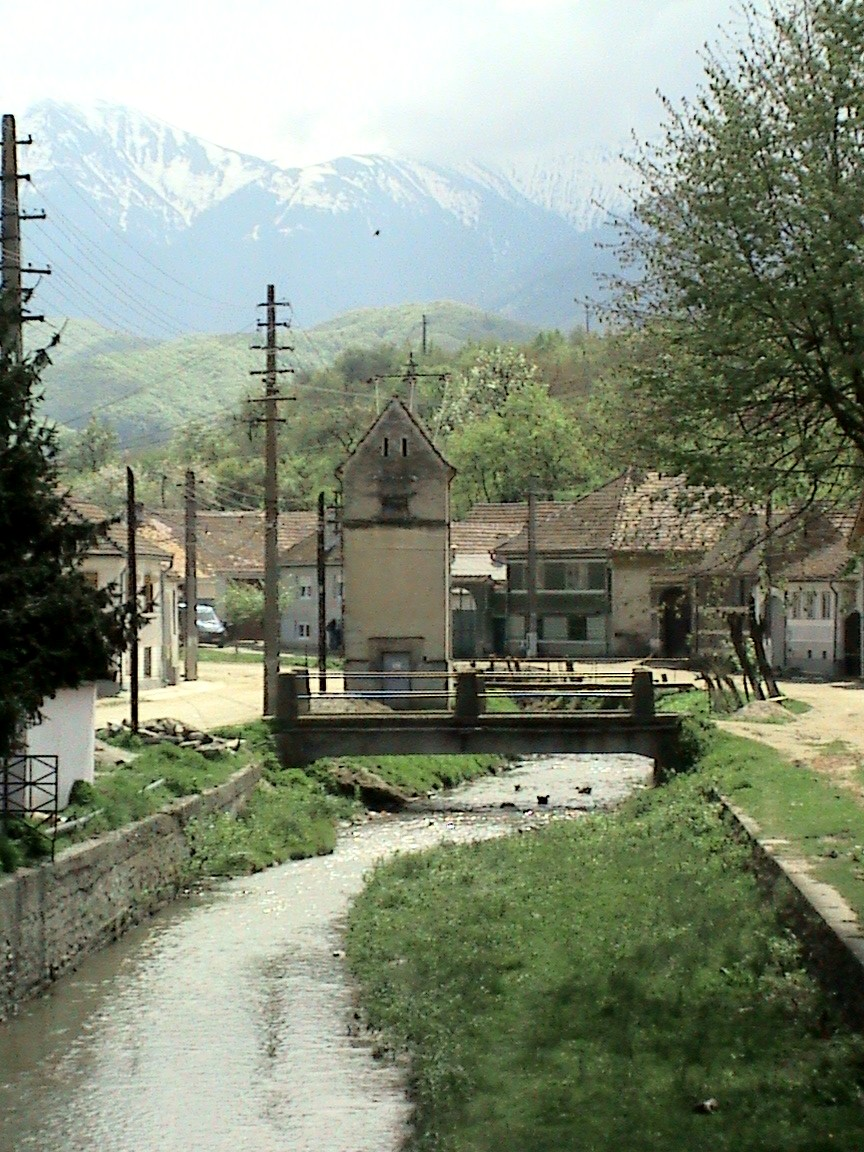
Pe Vale'n Sus